# Bundesstraße 49
Die Bundesstraße 49 (Abkürzung: B 49) ist eine der längeren deutschen Bundesstraßen. Sie führt auch als Europastraße 44 durch Hessen und Rheinland-Pfalz bis zur luxemburgischen Grenze.

## Streckenführung

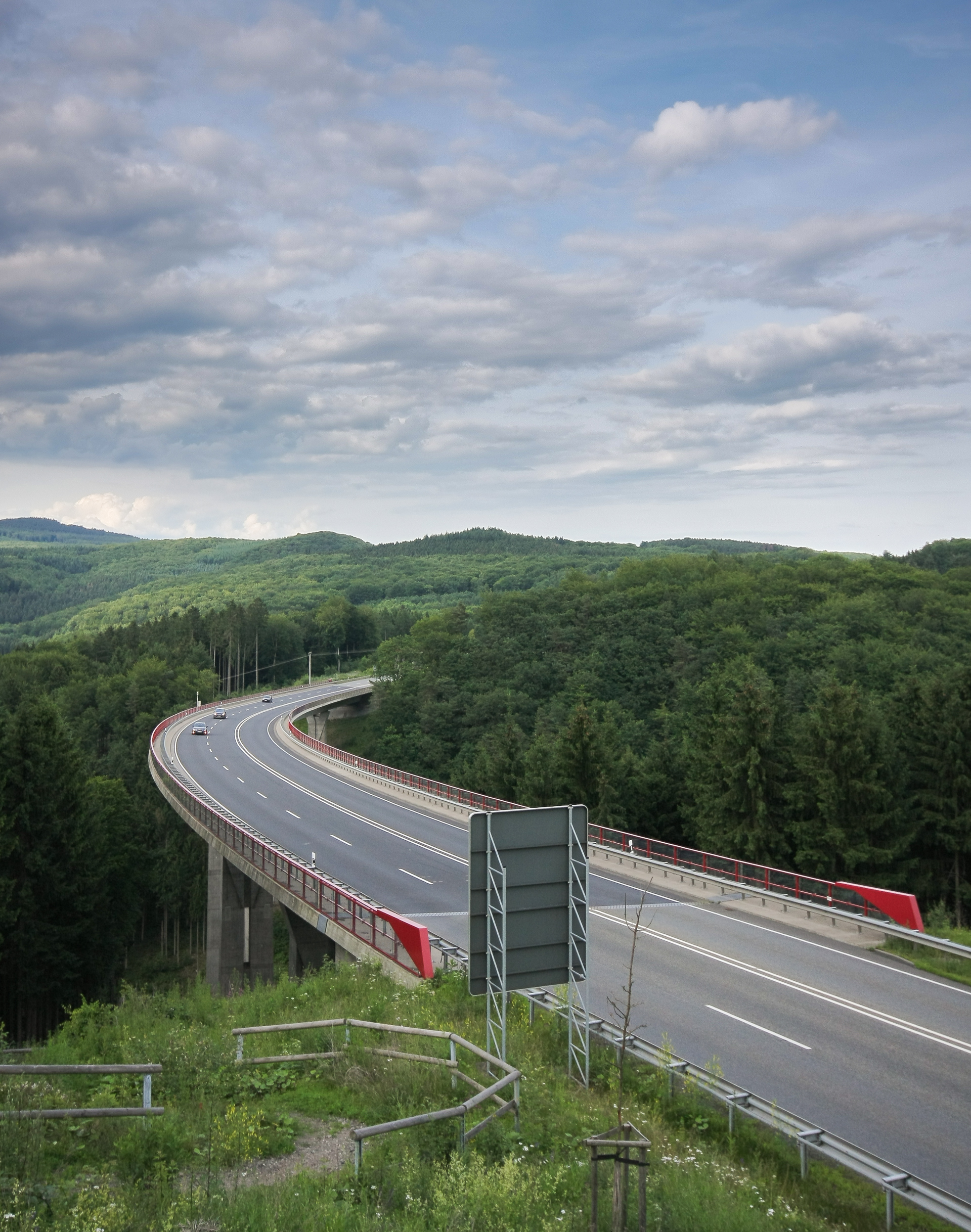
Brücke über das Halslochbachtal bei Neuhäusel

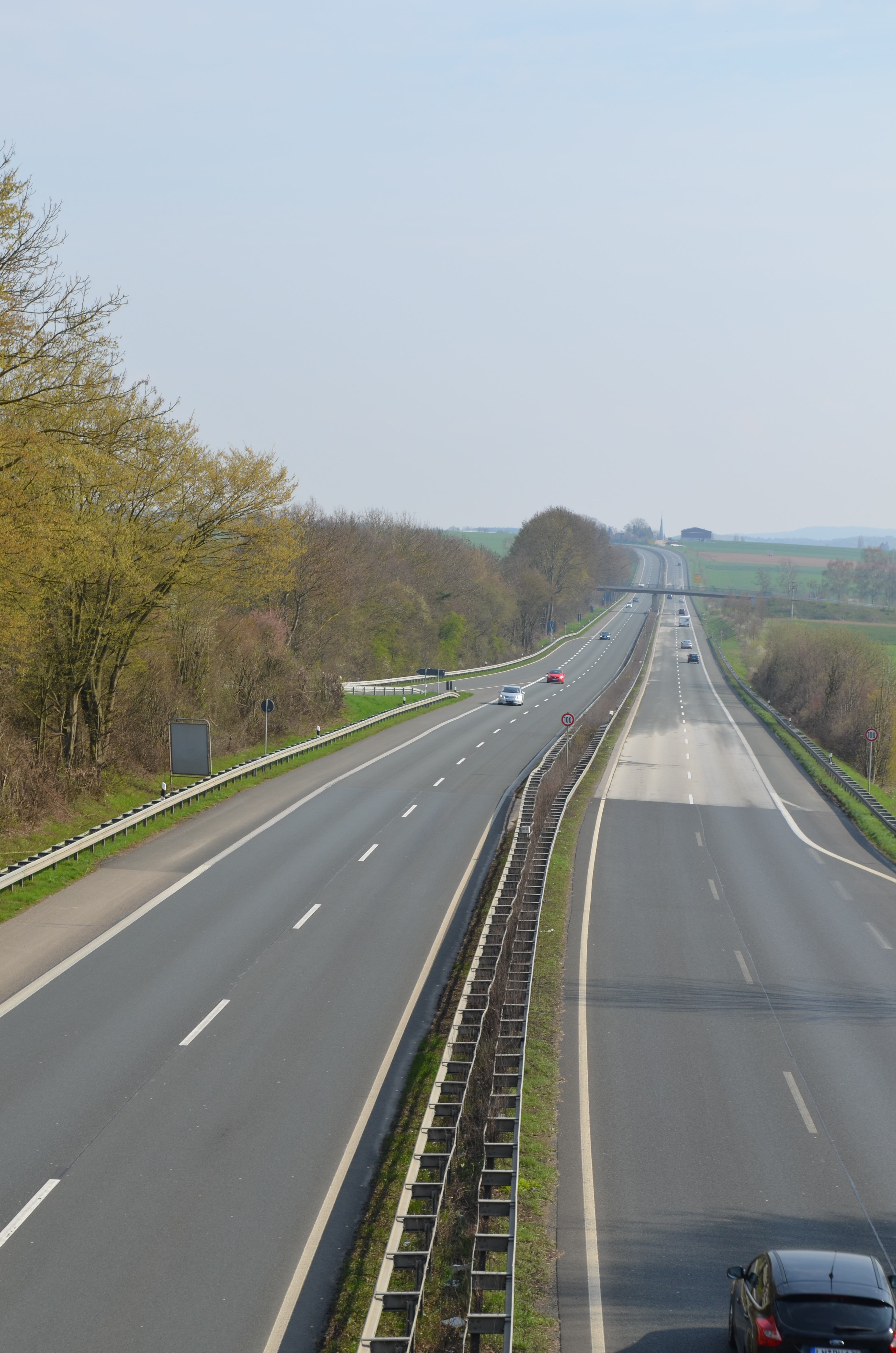
B 49 zwischen Limburg und Weilburg bei Obertiefenbach

Die B 49 beginnt in der Stadt Alsfeld in Mittelhessen. Nach 55 km als ruhige, meist bergab durch den Vogelsberg führende Straße erreicht sie vor der Universitätsstadt Gießen (Gießener Ring) die Anschlussstelle Gießen-Ursulum der A 485, in die sie hier mündet. Nach dieser 6 km langen Unterbrechung verläuft die Trasse der B 49 ab der Anschlussstelle Gießen-Bergwerkswald der A 485 entlang der Lahn vierstreifig über das Kreuz Wetzlar-Ost / A 45 der Goethestadt Wetzlar, dort über den Zubringer Anschlussstelle Wetzlar-Dalheim B 277 / A 480 (70 km) durch den 300 m langen Dalheimer Lärmschutztunnel und weiter vorbei am Kloster Altenberg bei Wetzlar und an der alten Residenzstadt Weilburg (90 km) zur alten Domstadt Limburg an der Lahn (114 km).
Von Gießen bis Limburg führt die Europastraße 44 über die B 49. Auf den letzten fünf Kilometern vor Limburg teilt sich die B 49 den Weg mit der B 54. Diese Teilstrecke gehört zu dem acht Kilometer langen, vierstreifigen Streckenabschnitt zwischen der Abfahrt der B 49 Obertiefenbach-West und der Anschlussstelle Limburg-Nord der Bundesautobahn A 3, der volkstümlich Lange Meil bezeichnet wird.
Von Limburg bis Montabaur wird die Straße auf 20 km durch die A 3 ersetzt. Auf dieser Autobahn wird auch die Landesgrenze von Hessen nach Rheinland-Pfalz überquert. Von Montabaur (137 km) am Rande des Westerwaldes führt die B 49 nun weiter südwestlich durch den Naturpark Nassau ins Rheintal nach Koblenz (159 km).
Über die Pfaffendorfer Brücke passiert die B 49 den Rhein, schlängelt sich durch Koblenz zum rechten Moselufer bis Treis-Karden (204 km) und führt über Cochem (216 km) bis nach Alf, am linken Moselufer. Hier biegt die B 49 von der Mosel ab und führt über die Höhen der Südeifel nach Wittlich (270 km).
Ab hier wird die B 49 wieder auf 31 km durch Autobahnen ersetzt, bis kurz vor die Innenstadt von Trier (301 km). Hier trifft die B 49 wieder auf die Mosel, an deren Ufer sie die letzten 16 km bis Wasserbilligerbrück an der luxemburgischen Grenze führt.
Zwischen Alf und Trier verläuft entlang der Mosel die Bundesstraße 53.
Die Gesamtstreckenlänge der B 49 beträgt etwa 317 km, wovon aber die Autobahn-Teilstücke zwischen Limburg und Montabaur (20 km) sowie Wittlich und Trier (31 km) prinzipiell abzuziehen sind.

## Neubau der Ortsumgehung Reiskirchen und Lindenstruth
Im Bereich Reiskirchen und Reiskirchen/Lindenstruth ist der Bau einer Ortsumgehung – der sogenannten Südumgehung – geplant. Dieser Variante wurde jetzt nach jahrelanger Diskussion vor der nördlichen Alternative entlang der A 5 der Vorzug gegeben, obwohl diese aus ökologischer Sicht (bspw. der FFH-Richtlinie) wesentlich mehr Probleme aufwirft. Der Vorentwurf liegt inzwischen vor, sodass mit dem Bau der ca. 4,5 km langen Trasse ab 2009 gerechnet wurde. Das Regierungspräsidium Gießen leitete Ende Februar 2008 das Anhörungsverfahren für den Bau der Südvariante ein.
Ein von den „Naturfreunden Jossolleraue“ angestrengtes Bürgerbegehren, das zu einem Bürgerentscheid über diese Streckenvariante führen sollte, wurde im April 2008 von der Gemeinde Reiskirchen abgelehnt. Die Befürworter des Bürgerbegehrens reichten daraufhin Mitte Mai 2008 Klage beim Verwaltungsgericht ein, welches am 26. September 2008 entschied, dass das Bürgerbegehren zulässig sei. Der Bürgerentscheid fand am 22. März 2009 statt.
Im Vorfeld des anstehenden Bürgerentscheids hatten am 16. Januar 2009 die Kritiker der Südvariante zu einer Bürgerversammlung geladen, in der das Thema der Trassenführung erneut kontrovers diskutiert wurde. 66 % der Stimmen wurden im Bürgerentscheid zugunsten der umstrittenen Südvariante abgegeben.
Im Jahr 2009 rechnete man noch mit einem Baubeginn im Jahr 2011, falls der Landerwerb für den Bau der Trasse planmäßig verlaufen würde.
Das Anhörungsverfahren wurde Anfang 2013 abgeschlossen, so dass das Planfeststellungsverfahren begann. Im April 2017 reichten die Gegner der Südumgehung beim Hessischen Verwaltungsgerichtshof in Kassel Klage gegen die Baumaßnahme ein.
Diese wurde im Oktober 2022 abgewiesen und eine Revision nicht zugelassen. Gegen die Nichtzulassung der Revision legten die Kläger Beschwerde beim Bundesverwaltungsgericht ein. Der Reiskirchener Bürgermeister rechnete nichtsdestotrotz im Mai 2023 mit einer Fertigstellung der Südumgehung in den Jahren 2028/29. Der Planfeststellungsbeschluss hat seit September 2023 Bestandskraft, der Bau verzögert sich jedoch, da der Bauherr Bundesrepublik dem Land Hessen noch nicht die erforderlichen Gelder bereitgestellt hat.

## Vierstreifiger Ausbau zwischen Wetzlar und Limburg

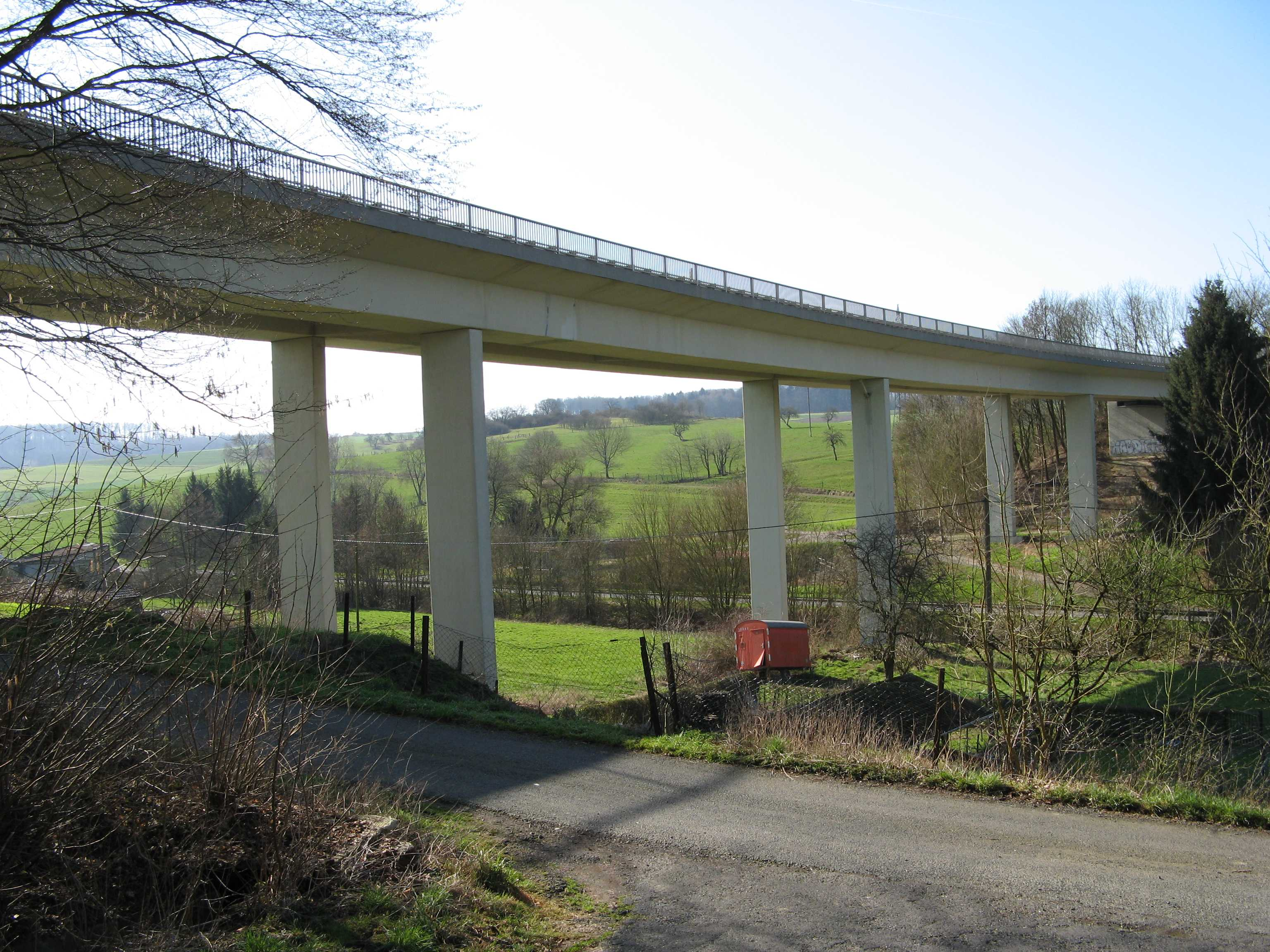
Die im Oktober 2023 gesprengte alte Talbrücke Heckholzhausen über das Kerkerbachtal

Mit dem Fall der Mauer und der Öffnung der Grenzen in Europa änderten sich vor allem für Deutschland die Richtungen der Hauptverkehrsströme und die Bedeutung der Verkehrsachsen. War für Westdeutschland vorher die Nord-Süd-Richtung bedeutsam gewesen, gewannen nach dem Mauerfall die historischen Ost-West-Ströme wieder an Bedeutung. So wirkten sich die veränderten Fahrgewohnheiten auch auf die Bundesstraße 49 mit ihrem West-Ost-Verlauf dramatisch aus, sodass die bisher relativ sichere Straße durch eine Erhöhung der Verkehrsdichte nun unfallträchtige Streckenbereiche verzeichnen musste. Auf dem Streckenabschnitt im Gebiet der Gemeinde Beselich ereigneten sich im Jahr 1992 insgesamt 74 Verkehrsunfälle, davon 21 mit Personenschäden. Die Anzahl der Fahrzeuge und auch die jährlichen Unfallzahlen hatten sich hier gegenüber dem Jahr 1989 mehr als verdoppelt.
Die B 49 wird zurzeit zwischen Wetzlar und Limburg auf einer Länge von ca. 30 km komplett vierstreifig ausgebaut. Der Ausbau erfolgt abschnittsweise, für jeden Abschnitt ist die Schaffung von Baurecht erforderlich. Der Ausbau begann 2004 und wird nach einem Bericht der Wetzlarer Neuen Zeitung etwa 60 Millionen Euro teurer als ursprünglich geplant. Im September 2020 befanden sich der erste bis sechste, der zwölfte sowie der dreizehnte Abschnitt in Betrieb, die Abschnitte neun und elf im Bau, und die restlichen drei in verschiedenen Stadien des Planfeststellungsverfahrens.

## Beseitigung von Unfallschwerpunkten
Das Teilstück der B 49 zwischen Wetzlar und Weilburg war in der Vergangenheit sehr unfallreich, insbesondere die Auf- und Abfahrten im Bereich Solms. Immer wieder kam es zu Unfällen mit Toten und Schwerverletzten. Dementsprechend wurde unter anderem in dem besonders problematischen Abschnitt zwischen Wetzlar und Solms-Niederbiel 1997 eine bauliche Trennung der Richtungsfahrbahnen mit einer Stahlgleitwand vorgenommen.
In den Folgejahren war der Abschnitt zwischen Solms-Niederbiel und Leun-Biskirchen durch die dreistreifige Trassenführung ein weiterer Unfallschwerpunkt, so dass auch hier auf gesamter Länge im Jahr 2008 die dritte Fahrbahn entfiel und man eine Stahlgleitwand montieren ließ.
Aufgrund des weiterhin auffällig hohen Unfallgeschehens wurden im September 2011 die verbliebenen dreistreifigen Abschnitte im Lahn-Dill-Kreis ummarkiert und mit einer Stahlgleitwand versehen, so dass nur noch ein Fahrstreifen pro Fahrtrichtung zur Verfügung stand. Im März 2012 wurde auf den Abschnitten zwischen Biskirchen und Tiefenbach sowie Leun und Solms jeweils wieder ein dritter Fahrstreifen markiert, wobei die Richtungsfahrbahnen aber weiterhin mit Stahlgleitwänden voneinander getrennt sind.

## Geschichte

### Ursprünge
Der Ausbau der Straße von Koblenz über Montabaur nach Limburg unter kurtrierischer Herrschaft erfolgte im Jahr 1789. Noch heute wird die Straße im Limburger Raum als „(lange) Meil“ bezeichnet. Zugrunde liegt ihr eine alte Straßenführung, die schon früh den Verkehr von Trier und aus dem Moselgebiet in Koblenz auffing und über Montabaur, Limburg, Weilburg und Wetzlar weiter nach Hessen und Thüringen leitete („Die Thüringische Straße“).

### Frühere Strecken und Bezeichnungen
Die Paris-Koblenzer Straße wurde am 16. Dezember 1811 zur Route impériale Nr. 21 erklärt. Seit dem Jahr 1815 wurde sie als Trier-Koblenzer Staatsstraße bezeichnet.
Die 1932 eingeführte Fernverkehrsstraße 49 (FVS 49) führte ursprünglich von der Reichsgrenze über Igel, Wittlich, Koblenz, Montabaur, Limburg, Wetzlar, Gießen und Alsfeld nach Lauterbach und Fulda.

### Änderungen durch den Bau der autobahnähnlichen Straße zwischen Gießen und Limburg
Die in den 1960er und zu Beginn der 1970er Jahre gebaute autobahnähnliche Straße zwischen Limburg und Gießen erhielt in dem als Kraftfahrstraße ausgewiesenen Abschnitt von der Anschlussstelle Weilburg-West bis zum Gießener Ring zunächst die Bezeichnung B 429. Lediglich der nicht als Kraftfahrstraße ausgewiesene Abschnitt zwischen Weilburg-West und Limburg der neuen Straße Gießen–Limburg (im Volksmund auch Schnellstraße oder Lahn-Schnellweg genannt) hatte die Bezeichnung B 49, weil er im Wesentlichen auf der Trasse der alten Reichsstraße 49 entstand. Im Rahmen des Abstufungskonzepts der Bundesregierung für Bundesstraßen wurde die alte Streckenführung der B 49 zwischen Weilburg und Gießen schrittweise aufgegeben.
1980 wurde der Abschnitt Tiergarten Weilburg – Braunfels – Wetzlar (Leitzplatz) zur Landesstraße (L 3451) umgewidmet. Der Abschnitt Weilburg-West – Stadtmitte – Tiergarten erhielt die Bezeichnung nach der verlängerten B 456. Aufgrund eines Formfehlers verband man jedoch nicht Teile der B 49. Die Nord-Süd-Stadtdurchfahrt von Wetzlar (Karl-Kellner-Ring – Bergstraße – Frankfurter Straße) erhielt alleine die Bezeichnung B 277. Die bisherige B 429 zwischen Weilburg-West und der Anschlussstelle Wetzlar-Ost, bekam die Bezeichnung B 49. Die Kraftfahrstraße ab Wetzlar-Ost über Lahnau bis zum Gießener Ring behielt die Bezeichnung B 429. Der Abschnitt der „alten Reichsstraße 49“ von Wetzlar (Franzenburg) über Dutenhofen und Kleinlinden nach Gießen behielt bis 1988 die Bezeichnung B 49. Nun entschloss man sich, auch die letzten Teile der „alten Straße“ aufzugeben.
Gleichzeitig wurde das Konzept verfolgt, im Rahmen des „Konzepts zur Abstufung autobahnparalleler Bundesstraßen“ die gesamten Bundesstraßen im Gießener Stadtgebiet (B 3, B 49, B 457) zu Landes- und Kreisstraßen abzustufen. Gegen diese Lösung hatten die Städte Gießen und Wetzlar Widerspruch eingelegt, da sie Nachteile bei der Straßenunterhaltung befürchteten. Trotz des Widerspruchs wurde die vierstreifige Kraftfahrstraße von Wetzlar-Ost über Lahnau bis zum Gießener Ring in B 49 umbenannt. Für drei Jahre bestand somit zwischen Gießen und Wetzlar das Kuriosum, dass zwei Straßen mit der Bezeichnung B 49 bestanden.
Die Städte Gießen und Wetzlar einigten sich mit dem Bundesverkehrsministerium dahingehend, dass innerstädtische Abschnitte der ehemaligen Bundesstraßen im Rahmen der Abstufung größtenteils noch mit Bundesmitteln saniert wurden. Später, 1995, wurde der südliche Teil der B 277 zur Landesstraße umgewidmet, so dass auch im Stadtgebiet Wetzlar wie im Stadtgebiet Gießen keine Bundesstraßen mehr bestehen. Seit 1988 heißt somit die Kraftfahrstraße auf der gesamten Länge zwischen Gießen-Bergwerkswald (Knoten A 485) und Limburg-Nord (Knoten A 3) B 49 und nur noch die Westtangente des Gießener Rings B 429.

### Vierstreifiger Ausbau zwischen Wetzlar und Limburg
Die B 49 wird zwischen Wetzlar und Limburg vierstreifig ausgebaut. Dies wird in kurzen, insgesamt dreizehn Teilabschnitten vollzogen. Der Ausbau wird für nötig gehalten, um zunehmenden Transitverkehr und zusätzlichen Verkehr der nicht fertiggestellten A 48 durch das Lahntal zu leiten. Die bauliche Umsetzung erfolgt kontinuierlich entsprechend den verkehrlichen und finanziellen Möglichkeiten: Als erstes wurde der dreizehnte Abschnitt realisiert, und zwar ab dem September 2000, als bei Wetzlar eine vierstreifige Verlängerung bis zur Ausfahrt „Altenberger Straße“ und eine Lärmschutzeinhausung durch den Stadtteil Dalheim errichtet wurden.
Seit 2000 wurden folgende Abschnitte fertiggestellt:
| 1.1. | Unmittelbar östlich von Limburg (Ahlbach) bis Obertiefenbach. Seit 39. KW 2007 für den Verkehr freigegeben. Ausführung Fa. Kirchner. |
| 1.2. | Obertiefenbach bis Rastanlage. Am 3. September 2008 für den Verkehr freigegeben. Ausführung Heinz Schnorpfeil Bau GmbH. |
| 2.   | AS Obertiefenbach/Ost bis Abfalldeponie. Die Bauarbeiten für den 2. Abschnitt begannen im August 2012 und wurden zwölf Monate später abgeschlossen. |
| 3.   | Abfalldeponie bis Gemarkungsgrenze Beselich/Merenberg. Neubau eines 4,3 km langen und 51 Millionen Euro teuren Abschnitts. Die Fertigstellung war für das Frühjahr 2014 vorgesehen. Die Aufnahme der Bautätigkeiten wurde aber zunächst ausgesetzt, da gegen den Bebauungsplan geklagt wurde. Nachdem die Klage vom Bundesverwaltungsgericht in Leipzig abgewiesen wurde, waren die Arbeiten für den zweiten Bauabschnitt erneut ausgeschrieben worden, sodass mit einem Baubeginn ab Juli 2012 zu rechnen war. Im dritten Abschnitt sollten die Bauarbeiten für die neue Brücke, ca. 750 m südlich von Beselich, im Mai 2012 beginnen. In Höhe der Abfalldeponie wurden Mitte Juni 2012 die Straßenbauarbeiten begonnen. Die Brücke über die künftige Trasse in Höhe der Abfalldeponie wurde Anfang September 2013 fertiggestellt. Mit dem Bau der AS Heckholzhausen Ost wurde in der 13. KW 2014 begonnen. Die umfangreichen Erdbewegungen für die neue – südlich gelegene – Trasse begannen Anfang Mai 2014. Ende 2015 wurde mit dem Bau der 280 m langen Brücke über das Kerkerbachtal begonnen. Im September 2018 wurde die Ortsumgehung für den Verkehr freigegeben, obwohl ihre Endanschlüsse noch nicht in beiden Richtungen fertig waren und kurze Baustellenverschwenkungen erforderten. Damit ist die B 49 von Limburg bis Löhnberg durchgehend Ausbaustrecke. |
| 4.   | Gemarkungsgrenze Beselich/Merenberg bis Merenberg/Allendorf, AS West. Baubeginn am 3. September 2008; Fertiggestellt im Dezember 2011 und am 6. Dezember 2012 in Betrieb genommen. |
| 5.   | Merenberg/Allendorf, AS West bis Merenberg/Allendorf, AS Ost. Baubeginn am 3. September 2008. Der Abschnitt wurde gemeinsam mit dem 4. Abschnitt am 6. Dezember 2012 in Betrieb genommen. |
| 6.   | Abschnitt nahe Weilburg (Weilburger Kreuz). Am 21. Dezember 2006 für den Verkehr freigegeben. Ausführung Fa. Kirchner. |
| 9.   | Braunfels/Tiefenbach und Leun (Spatenstich für den ca. 2,5 km langen Abschnitt im Juli 2016, Fertigstellung Juli 2022.) |
| 12.  | Abschnitt Solms-Oberbiel / Wetzlar-Dalheim. Beginn der Bauarbeiten im August 2006 mit dem Neubau der Unterführung B 49 (Radweg und Landwirtschaftliche Fahrzeuge) bei Dalheim. Die Brücke wurde im November 2007 fertiggestellt, Ausführung Fa. Scholz Bau. Baubeginn Unterführung/Brücke bei Schleusenhaus Oberbiel, August 2008, Ausführung Fa. STRABAG. Am 28. März 2009 wurde damit begonnen, südlich der bestehenden Fahrbahnen zwei neue Fahrstreifen anzulegen und der Abschnitt am 8. Februar 2010 für den Verkehr freigegeben. Alle vier Fahrstreifen waren aber erst ab der 15. KW 2010 befahrbar, da zum Zeitpunkt der offiziellen Freigabe noch nicht alle Bauarbeiten abgeschlossen waren. Ausführung Fa. Schnorpfeil. |
| 13.  | Einhausung Wetzlar-Dalheim. |

Folgende Abschnitte befinden sich derzeit in Bau:
| 8.  | AS Leun/Biskirchen bis AS Braunfels/Tiefenbach (schwierige Trassenführung wegen Nähe zur Bahnstrecke und der ggf. erforderlichen Umbettung der Lahn). Der Abschnitt ist planfestgestellt und Ende September 2014 wurde mit dem Bau der AS Biskirchen begonnen. 2024 fanden auf dem Abschnitt Erkundungsbohrungen statt. |
| 11. | AS Solms bis Solms/Kloster Altenberg (Schwierige Trassenführung am Kloster Altenberg); Planfeststellungsbeschluss am 29. September 2008; von Mai 2010 bis Juni 2011 wurde in Höhe Solms-Oberbiel eine neue Rad-Gehwegunterführung gebaut. Die Fertigstellung der gesamten Maßnahme war bis Oktober 2012 geplant. Da aber seitens einer Anliegerfirma Klage eingereicht wurde, ist mit einer Fertigstellung erst mit Ende 2014 zu rechnen. Die großflächigen Bauarbeiten haben im Februar 2013 begonnen. In der 38. Kalenderwoche 2013 wurde mit Rodungsarbeiten unterhalb des Klosters Altenberg begonnen. Ende November 2014 wurde der vierstreifige Abschnitt zwischen der Schleuse Oberbiel und der AS Oberbiel freigegeben. Im September 2015 wurde der Abschnitt zwischen der künftigen, zur Fahrtrichtung Gießen gehörenden, Abfahrt Oberbiel und der Anschlussstelle Solms fertiggestellt. Von Hessen Mobil wurde zwischenzeitlich Ende 2017 als Fertigstellungstermin für den gesamten Abschnitt genannt. Die letzte Phase des Abschnitts sollte am 19. März 2025 beginnen. |

Folgende Abschnitte befinden sich derzeit noch in Planung:
| 7.  | Löhnberg bis Biskirchen (Wegen Nähe der Trasse zur Bahnlinie, Naturschutz und Heilquellenschutz eine planerische Herausforderung). Baubeginn des Knotens Löhnberg für Frühjahr 2008 geplant. Der Bauabschnitt wurde Ende 2012 fertiggestellt.                                                                                       |
| 10. | Leun und Solms. Der Ausbau des 4,5 km langen Abschnitts soll rund 40 Millionen Euro kosten und etwa drei Jahre dauern. Allein 19 Millionen Euro sollen auf den Bau der Brücken entfallen. Das Regierungspräsidium Gießen hat inzwischen das straßenrechtliche Anhörungsverfahren eingeleitet. Das Planfeststellungsverfahren läuft. |

## Ausbauzustand
Der Ausbauzustand der B 49 gliedert sich wie folgt:
| Abschnitt                                                   | Streifen | Trennstreifen       | Bemerkung |
| ----------------------------------------------------------- | -------- | ------------------- | --- |
| Alsfeld – Gießen-Ursulum                                    | 2        | nein                | |
| Dreieck Bergwerkswald – L 3020 Solms-Oberbiel               | 4        | ja                  | autobahnähnlich                                                                                                   |
| L 3020 Solms-Oberbiel – L 3020 Biskirchen                   | 2        | ja (Stahlgleitwand) | |
| L 3020 Biskirchen – L 3044 Löhnberg                         | 2        | ja (Stahlgleitwand) | kreuzungsfrei |
| L 3044 Löhnberg – Limburg an der Lahn                       | 4        | ja                  | autobahnähnlich                                                                                                   |
| Montabaur – L 326 Holler                                    | 2        | nein                | mit Ausnahme der Anschlussstelle (A 3) kreuzungsfrei                                                              |
| L 326 Holler – K 168 Niederelbert                           | 3        | nein                | kreuzungsfrei |
| K 168 Niederelbert – L 309 Neuhäusel                        | 2        | nein                | im Winter wird bei entsprechenden Straßenverhältnissen ein Teilstück gesperrt und über die L 329/L309 umgeleitet. |
| L 309 Neuhäusel – K 113 Simmern                             | 3        | nein                | kreuzungsfrei |
| K 113 Simmern – K 113 Neuhäusel-Süd                         | 2        | nein                | kreuzungsfrei |
| K 113 Neuhäusel-Süd – Eitelborn                             | 3        | nein                | kreuzungsfrei |
| Eitelborn – Koblenz-Pfaffendorfer Brücke                    | 4        | ja                  | autobahnähnlich                                                                                                   |
| Koblenz-Pfaffendorfer Brücke – Koblenz-Saarplatz            | 4        | nein                | städtisch |
| Koblenz-Saarplatz – Wittlich                                | 2        | nein                | |
| Trier – K 134 Konz                                          | 4        | ja                  | städtisch; Fahrbahntrennung in Trier streckenweise nicht vorhanden                                                |
| K 134 Konz – Grenzübergang Wasserbilligerbrück/Wasserbillig | 2        | nein                | |

## Lkw-Maut
Seit dem 1. August 2012 wird auf den Abschnitten Gießen-Bergwerkswald (A 485) – Wetzlar-Dalheim sowie Obertiefenbach – Limburg-Nord (A 3) eine Lkw-Maut erhoben.